# Vattnäs
Vattnäs est une localité de Suède dans la commune de Mora située dans le comté de Dalécarlie.
Sa population était de 361 habitants en 2018.